# Charles Mingus and Friends in Concert
Charles Mingus and Friends in Concert è un album dal vivo del musicista jazz Charles Mingus registrato nella Philharmonic Hall del Lincoln Center for the Performing Arts nel 1972, e pubblicato dalla Columbia Records nello stesso anno.

## Il disco
L'edizione in formato CD aggiunge cinque tracce precedentemente inedite provenienti dal medesimo concerto. L'album vede la curiosa presenza dell'attore comico Bill Cosby, grande appassionato di jazz, in qualità di "maestro di cerimonie".

## Tracce
- Tutti i brani sono opera di Charles Mingus eccetto dove diversamente indicato.

1. Introduction - 1:06 Bonus track edizione CD
2. Honeysuckle Rose (Fats Waller) - 4:50
3. Jump Monk - 7:27
4. E.S.P. - 9:24
5. Ecclusiastics - 9:31
6. Eclipse - 4:02
7. Us Is Two - 10:12
8. Taurus in the Arena of Life - 4:53 Bonus track edizione CD
9. Mingus Blues - 5:32
10. Introduction to Little Royal Suite - 0:13
11. Little Royal Suite - 20:20
12. Introduction to Strollin' - 0:50 Bonus track edizione CD
13. Strollin' (Honi Gordon, Mingus) - 10:13 Bonus track edizione CD
14. The I of Hurricane Sue - 11:11 Bonus track edizione CD
15. E's Flat Ah's Flat Too - 17:07
16. Ool-Ya-Koo (Curtis Fuller, Dizzy Gillespie) - 3:53
17. Portrait - 3:58 Bonus track edizione CD
18. Don't Be Afraid, the Clown's Afraid Too - 10:36 Bonus track edizione CD

## Formazione
- Charles Mingus - contrabbasso, arrangiamento
- Jon Faddis, Lonnie Hillyer, Lloyd Michaels, Eddie Preston - tromba
- Eddie Bert - trombone basso
- Richard Berg, Sharon Moe - corno francese
- Robert Stewart - tuba
- Howard Johnson - tuba, sax baritono
- James Moody - flauto
- Lee Konitz, Charles McPherson, Richie Perri - sax alto
- Gene Ammons, George Dorsey - sax tenore
- Bobby Jones - sax tenore, clarinetto
- Gerry Mulligan - sassofono baritono
- John Foster, Randy Weston - pianoforte
- Milt Hinton - basso
- Joe Chambers - batteria
- Dizzy Gillespie, Honi Gordon - voce
- Bill Cosby - maestro di cerimonie
- Sy Johnson - arrangiamento
- Teo Macero - direzione arrangiamenti, produzione